# Cocorote (khu tự quản)
Cocorote là một khu tự quản thuộc bang Yaracuy, Venezuela. Thủ phủ của khu tự quản Cocorote đóng tại Cocorote. Khự tự quản Cocorote có diện tích 135 km2, dân số theo điều tra dân số ngày 21 tháng 10 năm 2001 là 35668 người.